# Sweet Tooth (singolo)
Sweet Tooth è un singolo della cantante statunitense Maya Hawke, pubblicato il 16 agosto 2022 come secondo estratto dal secondo album in studio Moss.

## Video musicale
Il video musicale, diretto da Celine Sutter, è stato pubblicato in concomitanza del lancio del singolo sul canale YouTube della cantante.